# Municipio de Lafayette (condado de Medina)
El municipio de Lafayette (en inglés: Lafayette Township) es un municipio ubicado en el condado de Medina en el estado estadounidense de Ohio. En el año 2010 tenía una población de 5580 habitantes y una densidad poblacional de 92,08 personas por km².

## Geografía
El municipio de Lafayette se encuentra ubicado en las coordenadas 41°5′11″N 81°55′58″O / 41.08639, -81.93278. Según la Oficina del Censo de los Estados Unidos, el municipio tiene una superficie total de 60.6 km², de la cual 59,28 km² corresponden a tierra firme y (2,17 %) 1,32 km² es agua.

## Demografía
Según el censo de 2010, había 5580 personas residiendo en el municipio de Lafayette. La densidad de población era de 92,08 hab./km². De los 5580 habitantes, el municipio de Lafayette estaba compuesto por el 96,83 % blancos, el 0,72 % eran afroamericanos, el 0,11 % eran amerindios, el 0,52 % eran asiáticos, el 0,73 % eran de otras razas y el 1,09 % eran de una mezcla de razas. Del total de la población el 1,83 % eran hispanos o latinos de cualquier raza.